# Schistochila volans
Schistochila volans là một loài rêu trong họ Schistochilaceae. Loài này được Grolle mô tả khoa học đầu tiên.
Danh pháp khoa học của loài này chưa được làm sáng tỏ. 